# Dineutus truncatus
Dineutus truncatus es una especie de escarabajo del género Dineutus, familia Gyrinidae. Fue descrita científicamente por Sharp en 1873.
Habita en Costa Rica, Guatemala, Panamá, El Salvador y México.